# 3,3′-Dichlorbenzidin
3,3′-Dichlorbenzidin ist eine chemische Verbindung aus der Gruppe der chlorierten Benzidinderivate.

## Gewinnung und Darstellung
3,3′-Dichlorbenzidin wird durch Reduktion von o-Nitrochlorbenzol zum entsprechenden Hydrazobenzolderivat und anschließender Umlagerung gewonnen.

## Eigenschaften
In reiner Form liegt es als farbloser Feststoff, als technisches Produkt als hellbraune bis violettstichige gefärbte Nadeln vor. Häufig kommt es auch als Dihydrochlorid in den Handel. Bei thermischer Zersetzung entstehen nitrose Gase und Chlorwasserstoff.

## Verwendung
3,3′-Dichlorbenzidin wird in großem Maßstab als Diazotierungskomponente zur Herstellung von Azopigmenten (z. B. Diarylidpigmente, Pigment Yellow 12, Pigment Yellow 13) verwendet. Heute wird 3,3′-Dichlorbenzidin in Deutschland nicht mehr produziert. Die Substanz darf nach reduktiver Spaltung von Azogruppen nicht von Textilien oder Ledererzeugnissen, die längere Zeit mit der menschlichen Haut direkt in Berührung kommen, freigesetzt werden (Anlage 1 der Bedarfsgegenständeverordnung).

## Sicherheitshinweise
3,3′-Dichlorbenzidin ist einschließlich seiner Salze als krebserzeugend Kategorie 1B eingestuft.

## Externe Links zu erwähnten Verbindungen
1. ↑  Externe Identifikatoren von bzw. Datenbank-Links zu 3,3′-Dichlor-4,4′-biphenyldiamindihydrochlorid:  CAS-Nr.: 612-83-9, EG-Nr.: 210-323-0, ECHA-InfoCard: 100.009.386, GESTIS: 15340, PubChem: 11933, ChemSpider: 11439, Wikidata: Q26841223.